# أغوستين مونتيرو
أغوستين مونتيرو (بالإنجليزية: Agustín Montero)‏ هو لاعب كرة قاعدة دومينيكاوي، ولد في 26 أغسطس 1977 في سان بيدرو دي ماكوريس في جمهورية الدومينيكان.

## وصلات خارجية
- أغوستين مونتيرو على موقع دوري كرة القاعدة الرئيسي (الإنجليزية)
- أغوستين مونتيرو على موقعبيزبول رفرنس.كوم (الدوري الرئيسي) (الإنجليزية)
- أغوستين مونتيرو على موقعبيزبول رفرنس.كوم (الدوري الثانوي) (الإنجليزية)
- أغوستين مونتيرو على موقع إي إس بي إن.كوم (أم.أل.بي) (الإنجليزية)
- أغوستين مونتيرو على موقع مشجعي الرسوم البيانية (الإنجليزية)